# Ur en dagdrivares levnad
Ur en dagdrivares levnad (tyska: Aus dem Leben eines Taugenichts) är en kortroman från 1826 av den preussiske författaren Joseph von Eichendorff. Handlingen följer en mjölnarson som blir trädgårdsmästare vid ett slott i Wien, där han blir förälskad i slottsherrens dotter. Boken räknas som en höjdpunkt inom den tyska senromantiken och utmärker sig med sin musikaliska prosa. Den finns i svensk översättning från 1899 av Alfred Victorin och från 1951 av Caleb J. Anderson.